# Heraschtschenko
Heraschtschenko (ukrainisch Геращенко) ist ein ukrainischer Familienname.

## Namensträger
- Anton Heraschtschenko (* 1979), ukrainischer Politiker
- Iryna Heraschtschenko (Politikerin) (* 1971), ukrainische Journalistin und Politikerin
- Iryna Heraschtschenko (Leichtathletin) (* 1995), ukrainische Leichtathletin

Siehe auch:
- Geraschtschenko